# المعصرة (بيت لحم)
المعصرة هي قرية فلسطينية تقع جنوب غرب مدينة بيت لحم، وتبعد عنها 6.2 كم، يحدها من الشرق قرية خلة الحداد، ومن الغرب قرية جورة الشمعة، ومن الشمال بلدة وادي رحال، ومن الجنوب مراح معلا وترتفع القرية 891 متر عن سطح البحر، وبلغ عدد سكانها 803 نسمة في عام 2007تأسست القرية على يد قبيلتي الزواهرة والتعامرة. وقعت القرية تحت الاحتلال الإسرائيلي بعد عام 1967.

## الجغرافيا
تقع قرية المعصرة على تلال يبلغ ارتفاعها 700-800 عن سطح البحر، وتمتاز بالمناخ الجبلي المعتدل صيفًا والبارد شتاءًا، ويبلغ المعدل السنوي للأمطار فيها 582 ملم سنوياً، وتربتها زراعية خصبة، ويوجد فيها مصادر المياه الطبيعية مما زاد من أطماع الاحتلال في هذه المنطقة وأنهم يعتبرونها ضمن مجمع مستوطنات غوش عتصيون، وهم معنيون بإفراغ ساكنيها من خلال التضيق عليهم في سبل العيش.

## التسمية
تم تسمية القرية بهذا الاسم لوجود معصرة زيتون بيزنطية رومانية في القرية، والتي ما زالت آثارها لليوم، حيث يعود تاريخ القرية إلى عام 1930.

## الزراعة والصناعة
تبلغ مساحة الأراضي في القرية 6000 دونم، تمتد من مستوطنة أفرات غربا إلى مراح معلا والمنشية جنوبًا، وشرقًا قرية تقوع، وشمالًا قريتا أبونجيم وواد رحال. تشتهر قرية المعصرة بزراعة الزيتون والعنب والحبوب وأن حوالي 50% من أراضيها غير مستصلحة زراعيا وفيها عدد من البيوت البلاستيكية، يوجد في القرية مصنع حجر واحد فقط نتمنى أن يتطور الجانب الصناعي في القرية. ويوجد في القرية مصنع حجر.

## العمالة والتعليم
يعتمد أهل القرية على العمل في الزراعة بالإضافة إلى الوظيفة الحكومية والقطاع الخاص، والعمل داخل الأراضي الفلسطينية المحتلة ولكن بعد العام 2000 تضاعفت نسبة البطالة في القرية بسبب منع العديد من العمال من الذهاب إلى العمل في الداخل المحتل، وأصبح العديد من الموطنين تحت خط الفقر. تمتاز قرية المعصرة بنسبة التعليم المرتفعة وهي قد تكون من أعلى النسب في فلسطين، حيث بلغ عدد حملة الشهادات في القرية حوالي 150 شهادة ما بين دبلوم إلى الدكتوراه، وبلغ عدد الطلبة الجامعيين في القرية 80 طالبًا موزعين على الجامعات المحلية والدولية، وعدد طلبة المدارس في القرية 350 طالب. وتمتاز بنسبة عالية لتعليم الإناث، وأيضا تهتم القرية بالتبادل الثقافي مع العديد من الدول في أوروبا خصوصا فرنسا واليابان.

## المؤسسات والخدمات
يوجد في قرية المعصرة عدد من المؤسسات الحكومية والأهلية والخاصة التي تقوم بتقديم الخدمات للسكان في القرية ومنها:
- المجلس القروي الذي تأسس منذ دخول السلطة الوطنية الفلسطينية ومكون من سبعة أعضاء.
- مدرسة ثانوية مختلطة فيها 369 طالب وطالبة، فيها 13 صف فيها الفرعين العلمي والأدبي وتمتاز هذه المدرسة التي تأسست سنة 1957، بنسبة النجاح العالية حيث تبلغ كل عام نسبة النجاح فيها 100%، ويوجد إقبال كبير على التعليم في القرية خصوصاً بعد عام 2000.
- مركز الشموع الثقافي وهو مؤسسة أهلية تعنى بالثقافية وتنمية المواهب لدى الأطفال تأسست عام 2001، حيث أن هذا المركز من أنشط المؤسسات في الريف الجنوبي لمحافظة بيت لحم حيث يقوم ينظم العديد من اللقاءات، ويهتم بالنشاطات الثقافية والتبادل الثقافي وله الدور الرئيس في فتح علاقات دولية مع فرنسا واليابان، كما يتم الآن دراسة التبادل العلمي والتكنولوجي مع بعض الجامعات والمختبرات الفرنسية.
- مركز نسوي الزواهرة وهو مؤسسة أهلية تأسست سنة 2004، تعنى بشؤون المرأة في القرية وتعمل على تفعيل دور المرأة وتنشيطها.
- 5 جمعية المعصرة الزراعية، تأسست عام 2004 تعنى بشؤون المزارعين في القرية.
- يوجد في القرية مركز صحي حكومي ومختبر طبي خاص.

## خدمات البنية التحتية
يوجد في القرية شبكة كهرباء عامة تتبع لشركة كهرباء محافظة القدس، وشبكة للهاتف تعمل من خلال مقسم داخلي يوجد في القرية. يتم تزويد القرية بالمياه من خلال الشبكة العامة للمياه في الضفة الغربية، لكن القرية تعاني من عدم وجود شبكة صرف صحي، وتُستخدم الحفر الامتصاصية بدلاً من ذلك. يتم استخدام السيارات الخاصة والسيارات العمومية كوسيلة مواصلات.

## أهم المخاطر
إن أهم خطر يهدد القرية والقرى المجاورة في الريف الجنوبي لمحافظة بيت لحم هو النكبة الثالثة وهو جدار الفصل العنصري، الذي سيعزل أكثر من 3500كم من أراضي القرية، وبالتالي سيفقد المواطنون مصدر رزقهم ويتحولون إلى لاجئون في أرضهم، بالإضافة إلى حرمان سكان القرية من وصول مدينة بيت لحم لتلقي الخدمات الأساسية من خلال الشارع الرئيس والبحث عن طرق بديلة للوصول إلى المدينة والتي ستستغرق وقتا أطول مما يزيد من معاناة الناس، لأن الاحتلال ينوي إقامة بوابة دولية، زيادة على ذلك سيكون هنالك أضرار نفسية جسيمة من هذا الجدار على الأطفال، لذلك ينظم أهالي القرية أسبوعيا كل يوم جمعه مظاهرة سليمة على الأراضي المهددة بالجدار وذلك بالتعاون مع متضامنين أجانب وحركات سلام إسرائيلية من اجل استعادة أرضهم والعيش بسلام عليها.